# Funsport
Funsport ist ein vor allem im Bereich des Marketing verwendeter Begriff, der für verschiedene Trend- und Extremsportarten steht. Eine genaue Abgrenzung gegenüber diesen ist nicht möglich. Funsport ist als Neulexem seit Mitte der 1990er Jahre im Gebrauch und bezeichnet sportliche Betätigungen, bei denen Vergnügen und gemeinsames Erleben im Vordergrund stehen. Der Duden nahm den Begriff 2000 zum ersten Mal auf und definiert Funsport als „unkonventioneller Sport, bei dem das Vergnügen im Vordergrund steht“. Der Begriff selbst wird im Englischen nicht verwendet, es handelt sich dabei um einen sogenannten Pseudoanglizismus für Trend- und Erlebnissportarten.
Funsport steht für Sportarten, bei denen das Erleben im Vordergrund stehen soll, und nicht der Leistungs- und Erfolgsgedanke. So sind dies in der Regel keine Mannschafts-, sondern meist gemeinschaftlich ausgeübte Individualsportarten. Die Zielgruppe sind zumeist Jugendliche oder junge Erwachsene. Als Bestandteil der Jugendkultur sind vor allem Brettsportarten wie Skateboard und Snowboard populär. Die Attraktivität der Funsportarten gehe durch eine Kombination von Marken, Moden, Musik und Aktivität hervor, die insgesamt das Freizeitverhalten Jugendlicher prägt.
Typische Beispiele für als Funsport bezeichnete Sportarten sind skurrile Sportarten wie Bobby-Car-Rennen, Extrembügeln, Gummistiefelweitwurf, Handyweitwurf, Hobby Horsing, Bürogolf, Dirndlspringen und Frauentragen sowie die Wok-WM und die Wattolümpiade.
In einem weiteren Sinn können auch die Sportarten Beachbasketball, Beachvolleyball, Wakeboarden, Kite-Surfen und Frisbee dem Bereich des Funsports zugeordnet werden, auch wenn bei ihnen der Aspekt des Leistungssports stärker ausgeprägt ist.
Weitere in Amerika sehr beliebt gewordene Funsportarten sind Laser Tag und Paintball, die inzwischen auch in Deutschland gespielt werden.